# Datanglong guangxiensis
Datanglong guangxiensis ("dragón de cuenca de Datang en la provincia de Guangxi") es la única especie del género extinto Datanglong de dinosaurio terópodo perteneciente al grupo Tetanurae, el cual vivió a principios del período Cretácico, entre 125 a 113 millones de años durante el Aptiense, en lo que hoy es Asia.

## Descripción
Datanglong era un gran dinosaurio depredador con una longitud aproximada de siete a ocho metros. El espécimen holotipo tiene una longitud preservada de cerca de un metro.
Los descriptores aportaron algunas características distintivas. La vértebra dorsal tiene un pleurocelo posterior,  la cavidad neumática,  la cual está limitada por un borde entre la alargada diapófisis posterior y el cuerpo de la vértebra, por un borde posterior entre la parapófisis y el cuerpo vertebral y por el propio cuerpo vertebral. Las vértebras posteriores tienen un borde horizontal bien desarrollado entre la protrusión frontal y la articulación de la parapófisis. La vértebra dorsal tiene una parapófisis posterior que se extiende más hacia los lados que la diapófisis. La depresión en la parte inferior de la superficie posterior del ilion que servía como sujeción del músculo caudofemoralis brevis es poco profunda y la pieza interior del ilion, que está rota es corta y en forma de reborde. El apéndice del ilion hasta el hueso púbico se ensancha desde atrás hacia abajo.
La última vértebra dorsal - que, dependiendo de su posición filogenética precisa, puede ser la decimotercera o la decimocuarta - es algo parecida a las de los Ceratosauria ya que sus parapófisis,  las articulaciones con las costillas, se extienden más allá de la diapófisis a la articulación superior con las costillas. La vértebra también está claramente neumatizada pero no así las vértebras del sacro. La primera vértebra de la cola tiene una cavidad a la altura del probable reborde entre la protrusión de la articulación anterior y la parapófisis. Este reborde circular además llevaba en su parte inferior un cheurón recto. Los procesos espinosos de las vértebras caudales están rotos pero las piezas remanentes son bastante alargadas y amplias, extendiéndose hacia arriba.
La parte superior del ilion se desconoce debido al daño. La lámina de hueso del ilion tiene un borde redondeado en el frente con un acetábulo hundido. El borde vertical en frente de la articulación de la cadera no es aplanado. La lámina del ilion está surcada por varias cavidades neumáticas. La bota del hueso púbico está muy erosionada en la parte posterior y tiene una superficie inferior rectangular, el doble de larga que de ancha. La proyección del isquion se adelgaza hacia la cavidad del acetábulo.

## Descubrimiento e investigación
En 2011, un equipo del Instituto del Servicio de Investigación Geológica encontró cerca del pueblo de Nazao, veinte kilómetros al suroeste de la ciudad de Datang, cerca de Nanning en Guangxi en China, los restos de un gran terópodo desconocido para la ciencia. En 2014, estos restos fueron descritos y nombrados como la especie tipo Datanglong guangxiensis por Mo Jinyou, Zhou Fusheng, Li Guang Ning y Cao Zhen Hunag Chenyun. El nombre del género combina una referencia a la cuenca de Datang con el término mandarín long, "dragón". El nombre de la especie se refiere a la provincia de Guangxi.
El fósil holotipo, GMG 00001, fue encontrado en una capa de la Formación Xinlong cuya edad precisa es incierta, pero data del Cretácico Inferior. Consiste de una serie de vértebras que inicia con la decimocuarta vértebra dorsal de la columna vertebral, de acuerdo con los descriptores, se extiende con las cinco vértebras del sacro y finaliza con la segunda vértebra caudal, conectándose con el ilion izquierdo y las partes superiores del isquion y el pubis izquierdos, y a una pieza del ilion derecho.

## Clasificación
Los autores de la descripción situaron a Datanglong dentro de Carcharodontosauria, en una posición basal, haciendo uso de un análisis cladístico anterior realizado por Matthew Carrano. El paleontólogo italiano Andrea Cau señaló por su parte que este análisis estaba demasiado enfocado en los Tetanurae basales y por lo tanto incorporaba pocos rasgos de los Coelurosauria. Esto lleva al riesgo de que los celurosaurios basales queden situados de manera errónea. Cau incorporó las características de Datanglong en su propio y mcuho más extenso análisis el cual reveló que Datanglong sería un celurosaurio basal. De ser correcto, podría ser el primer celurosaurio basal de un tamaño realmente grande. Él también llamó la atención sobre el hecho de que todas las sinapomorfias que comparte Datanglong con Carcharodontosauria como las cavidades neumáticas en el ilion y la delgada articulación entre el ilion y el isquion, también las comparte con el grupo Megaraptora.